# Puppenspiel Live – Vorhang auf!
Puppenspiel Live – Vorhang auf! ist das dritte Livealbum der deutschen Rock-Musikgruppe Unheilig, das im Oktober 2008 erschien.

## Hintergrund
Das Album beinhaltet alle Lieder, die während der Puppenspiel-Tour 2008 gespielt wurden. Hauptsächlich wurden Lieder des zu diesem Zeitpunkt aktuellen Studioalbums Puppenspiel präsentiert. Das Album erschien am 3. Oktober 2008 in Deutschland. In Österreich und der Schweiz wurde das Album erst 2010 nach dem großen Erfolg des nachfolgenden Studioalbums Große Freiheit veröffentlicht. Dieses Livealbum wurde am 30. März 2008 in der Berliner Columbiahalle aufgenommen.

## Titelliste
| CD 1 1. Vorhang auf – 2:13 2. Puppenspieler – 4:07 3. Spiegelbild – 5:47 4. Astronaut – 5:30 5. Fang mich auf – 5:21 6. Ich will alles – 5:30 7. Sei mein Licht – 5:25 8. Feuerengel – 5:43 9. Die Bestie – 5:34 10. Lampenfieber – 6:04 | CD 2 1. An deiner Seite – 7:07 2. Sieh’ in mein Gesicht – 4:48 3. Kleine Puppe – 7:25 4. Spielzeugmann – 5:18 5. Maschine – 6:12 6. Freiheit – 6:02 7. Der Vorhang fällt – 5:27 8. Sage Ja! – 4:14 9. Mein Stern – 7:39 |

DVD
| 1. Vorhang auf – 0:31 2. Puppenspieler – 5:25 3. Spiegelbild – 5:23 4. Astronaut – 5:00 5. Fang mich auf – 4:50 6. Ich will alles – 5:19 7. Sei mein Licht – 5:06 8. Feuerengel – 5:32 9. Die Bestie – 5:15 10. Lampenfieber – 5:47 11. An deiner Seite – 6:05 | 1. Sieh’ in mein Gesicht – 4:32 2. Kleine Puppe – 7:14 3. Spielzeugmann – 5:08 4. Maschine – 6:00 5. Freiheit – 5:43 6. Der Vorhang fällt – 6:03 7. Sage Ja! – 4:02 8. Mein Stern – 6:56 9. An deiner Seite – 3:31 10. An deiner Seite – 5:56 11. Impressionen Berlin – 11:54 |

## Tour
Diese folgende Liste beinhaltet alle Konzerte in chronologischer Reihenfolge, die bei der Puppenspiel Live – Vorhang auf! gespielt wurden. Während dieser Tour, hatten Unheilig drei verschiedene Vorgruppen: Down Below, FAQ und goJA moon ROCKAH.
| Datum            | Stadt               | Veranstaltungsort                  | Land                   |
| ---------------- | ------------------- | ---------------------------------- | ---------------------- |
| 13. März 2008    | Köln                | Live Music Hall                    | Deutschland            |
| 14. März 2008    | Osnabrück           | Hyde Park                          | Deutschland            |
| 15. März 2008    | Würzburg            | Soundpark Ost                      | Deutschland            |
| 16. März 2008    | Ludwigsburg         | Rockfabrik                         | Deutschland            |
| 20. März 2008    | Hamburg             | Markthalle                         | Deutschland            |
| 21. März 2008    | Rostock             | Mau Club                           | Deutschland            |
| 22. März 2008    | Magdeburg           | Factory                            | Deutschland            |
| 23. März 2008    | Erfurt              | Gewerkschaftshaus                  | Deutschland            |
| 27. März 2008    | Krefeld             | Kulturfabrik                       | Deutschland            |
| 28. März 2008    | Leipzig             | Werk II – Hall A                   | Deutschland            |
| 29. März 2008    | Görlitz             | Landskron Kulturbrauerei           | Deutschland            |
| 30. März 2008    | Berlin              | Columbia Club                      | Deutschland            |
| 3. April 2008    | Wien                | Szene                              | Österreich             |
| 4. April 2008    | Wörgl               | Komma                              | Österreich             |
| 5. April 2008    | Zürich              | Dynamo                             | Schweiz                |
| 6. April 2008    | Augsburg            | Rockfabrik                         | Deutschland            |
| 11. April 2008   | Madrid              | Ritmo y Compas                     | Spanien                |
| 12. April 2008   | Barcelona           | Apolo 2                            | Spanien                |
| 19. April 2008   | Woronesch           | 100 Ruchev                         | Russland               |
| 20. April 2008   | Rostow am Don       | Podzemka                           | Russland               |
| 21. April 2008   | Krasnodar           | Kalashnikov                        | Russland               |
| 22. April 2008   | Wolgograd           | Rassvet                            | Russland               |
| 23. April 2008   | Saratov             | RC Alexandria                      | Russland               |
| 24. April 2008   | Saratow             | Podval                             | Russland               |
| 25. April 2008   | Tscheljabinsk       | Club ?                             | Russland               |
| 26. April 2008   | Jekaterinburg       | Antej                              | Russland               |
| 27. April 2008   | Omsk                | XL                                 | Russland               |
| 28. April 2008   | Nowosibirsk         | Rock City                          | Russland               |
| 29. April 2008   | Tomsk               | Fakel                              | Russland               |
| 1. Mai 2008      | Perm                | Crazy Club                         | Russland               |
| 2. Mai 2008      | Moskau              | Gorod                              | Russland               |
| 3. Mai 2008      | St. Petersburg      | Revolution                         | Russland               |
| 9. Mai 2008      | Leipzig             | Agra Messehalle                    | Deutschland            |
| 16. Mai 2008     | Sheffield           | Corporation                        | Vereinigtes Königreich |
| 17. Mai 2008     | Birmingham          | The Rainbow Warehouse              | Vereinigtes Königreich |
| 18. Mai 2008     | London              | Camden Underworld                  | Vereinigtes Königreich |
| 23. Mai 2008     | Aschaffenburg       | Colos-Saal                         | Deutschland            |
| 24. Mai 2008     | Warschau            | Progresja Club                     | Polen                  |
| 30. Mai 2008     | Amsterdam           | Paradisio                          | Niederlande            |
| 31. Mai 2008     | Berlin              | Zitadelle                          | Deutschland            |
| 13. Juni 2008    | Klaffenbach         | Wasserschloß Open Air Festiva 2008 | Deutschland            |
| 5. Juli 2008     | Mülheim an der Ruhr | Castle Rock Festival               | Deutschland            |
| 9. August 2008   | Hildesheim          | Flugplatz                          | Deutschland            |
| 29. August 2008  | Kaliningrad         | Barabas                            | Russland               |
| 30. August 2008  | Moskau              | Gorod                              | Russland               |
| 31. August 2008  | St. Petersburg      | Revolution                         | Russland               |
| 1. Oktober 2008  | Duisburg            | Pulp                               | Deutschland            |
| 2. Oktober 2008  | Duisburg            | Pulp                               | Deutschland            |
| 3. Oktober 2008  | Hannover            | Capitol                            | Deutschland            |
| 4. Oktober 2008  | Dresden             | Alter Schlachthof                  | Deutschland            |
| 9. Oktober 2008  | Saarbrücken         | Garage                             | Deutschland            |
| 10. Oktober 2008 | Nürnberg            | Hirsch                             | Deutschland            |
| 11. Oktober 2008 | München             | Backstage                          | Deutschland            |
| 12. Oktober 2008 | Bremen              | Aladin Music Hall                  | Deutschland            |
| 25. Oktober 2008 | Bukarest            | Preoteasa Hall                     | Rumänien               |

## Rezeption
Die Computer Bild bewertete das Album als „überzeugend“: Sowohl die DVD „als auch die Doppel-CD belegen, dass „Der Graf“ nicht nur im Studio, sondern auch auf der Bühne stimmlich überzeugen kann.“ Whiskey-soda.de schrieb: „Fließbandarbeit hat jedenfalls oft den traurigen Nebeneffekt, in punkto Qualität kräftige Einbußen zu machen, und dieser Makel haftet der DVD ziemlich deutlich an. Oftmals erfolgen die Schnitte derart willkürlich, dass sich die tolle Live-Atmosphäre eines Unheilig-Gigs dem Konsumenten nur schwer erschließt.“ Als Bewertung wurde die Schulnote 3- vergeben.